# Čtvrtá stěna
Čtvrtá stěna je symbolické pojmenování situace, kdy je stanovená linka mezi publikem (potažmo lidským okem z pohledu diváků) a představením.
Myšlenku poprvé vyslovil Denis Diderot a ovlivnil tak divadelní scénu 19. století.
Alternativním konceptem je „proboření čtvrté stěny“, kdy postava komunikuje přímo s diváky/čtenáři a „boří“ tak čtvrtou stěnu, která ji od nich normálně odděluje.
- Element je součástí americké surrealistické scény. Umělci: Zucker, Abrahams and Zucker, Monty Python, Mel Brooks
- V kreslených seriálech Looney Tunes a Merrie Melodies to byla například postava Foghorn Leghorn, která promlouvala o svých plánech směrem k divákům. Tento prvek je také použit v animovaném seriálu Rick and Morty.
- Ve světě Wikipedie je to použití druhé osoby jednotného či množného čísla („ty“, „vy“) v článku. To je ale v encyklopedickém textu považováno za nevhodné.
- Velice často v poslední době používáno v MMO světech, kde prolomení čtvrté stěny značí, primárně na roleplayových serverech, poukázání na realitu uvnitř hry, ať už se jedná o typické easter eggy nebo například hráče spamující prodej ingame měny za reálné peníze
- Jedním z mnoha komiksových charakterů, kteří boří svou čtvrtou stěnu, je i komiksový superhrdina Deadpool, který své myšlenkové pochody rozebírá s diváky jak přes stránky komiksových sešitů, tak i přes obrazovky videoher, avšak nejvíce tento děj můžeme pozorovat na filmových plátnech.